# 佛萊迪餐館之五夜驚魂3
《玩具熊的五夜后宫3》（又译作）是《玩具熊的五夜后宫系列》的第3作；是為史葛·戈晃（Scott Cawthon）在2015年3月2日透過遊戲平台Steam發表的獨立遊戲。遊戲類型為單人玩家以指向與點擊操作的恐怖生存遊戲，並於3月12日推出Android版本及LEWdop、Zlle10、iOS、Cooa。

## 故事
在「費斯熊佛萊迪的披薩餐廳」（Freddy Fazbear's Pizza）結束營業的30年後，曾經發生的事件都已經成為流言蜚語和童年回憶一般的存在。就在此時，一些商人籌備建立名為「費斯熊的恐怖：驚悚遊樂體驗」（Fazbear's Fright: The Horror Attraction）的遊樂設施，致力以逼真的建設，吸引更多遊客去見證當年的都會傳奇。
玩家扮演設施開幕一星期前來到打工的新任夜間警衛。於第一個晚上，玩家收到聲稱為工作人員的留言訊息，指出運作團隊仍在這個已被遺忘多個年代的原址，尋覓有用於營造環境氣氛的物品；同時亦告知一個招聘廣告沒有列明的事：玩家的角色亦是遊樂設施的一部分。在第二個晚上，當玩家被告知找到更有趣的玩意時，情況開始急劇惡化。除了過去數間餐廳的陰霾招惹幽靈人偶衝擊，亦有一隻真正存在的機械人偶準備前來殺死玩家，由此更充分地投入過去的處境。玩家成功渡過所有難關後，設施宣告因為一場大火而徹底崩塌，廢墟殘餘的物品將會逐个公開拍賣。

## 遊戲形式
玩家會在時鐘標明的深夜12時至凌晨6時期間，以第一身角度留在警衛室內左右觀望。玩家可以透過右方的閉路電視界面觀察設施和通風口，並適時在各處播放聲音或關閉通風管閘門；其亦要兼顧左方的電腦界面，在音響設備、閉路電視或通風系統終端出現錯誤時盡快重啟，以確保遊樂設施的運作特點可以遏止人偶不善的舉動，否則將會因為發出過大聲響和路線暢通無阻等因素而被襲擊。
每具人偶都有其獨特移動方式。幽靈人偶於閉路電視畫面、警衛室外或通風口等地方短暫出現以後，便會在玩家下一次放下任何界面、望向警衛室出入口、或遇上系統故障時來一記彈出恐慌，緊接令音響設備、閉路電視和通風系統終端出現錯誤，讓真實存在的人偶有更大機會被引至警衛室；真實人偶本身亦不會坐以待斃，在一般情況下均傾向接近玩家。當玩家目睹人偶在警衛室外徘徊時，必須用音效系統儘速將之帶離；否則將會在玩家下一次放下、或被迫放下界面、望向警衛室出入口、或遇上系統故障時來一記彈出恐慌，宣告遊戲以慘劇收場。
每個晚上之間都會插入以雅達利2600風格製作，暗示更多故事背景的過場關卡，同時亦有更多隱藏的小遊戲留待玩家發掘啟動。而雖然表面上只需按遊戲標題般，完成五個晚上的遊戲，但實際進行是會依循故事設定，於開場畫面解開隱藏的惡夢之夜、替每一個晚上減低難度的雷達系統，以及增加難度的瘋狂模式。玩家完成難度遞增的五個晚上、惡夢之夜(第六夜)、與及破解隱藏結局以後，將會分別各得一粒開場畫面上的星星作認證。（总共有三顆）

## 其他背景設定
本遊戲的故事原素相當隱秘，大部分為經過粉絲仔細留意、推斷和組織下才顯得相對完整，讓遊樂設施的背景進一步顯示出來。其中部分內容為延伸和解答上集留下的線索。作者另於第4作相關消息中，指出本作故事部分已被全盤拆解。
構造及閉路電視系
是次故事舞台共有10組房間閉路電視及5組通風口閉路電視，並沒有標明每個位置的名稱。
而循著整體裝修去理解的話，玩家可以從打電話來的男人、幽靈人偶狀態(薰黑的)和結尾(查看惡夢之夜的報紙)等等的暗示，得知這個地點已經不只一次發生火災。
餐廳歷史
本系列第1作只用新聞細節和少量電話錄音牽引過去故事；而第2作在早期歷史時點、第1作前傳時點和第1作前後時點上有適當分工，分別以小遊戲、原有七個晚上的遊戲和過場關卡展開不同故事。相對而言，本作幾乎每一個細節都會同時牽連多個時點的真相，考驗玩家對前兩作是否有深入認識。
而本作最主要呈現的歷史片段，是藉著30年前打电话来的男人的錄音，揭示最早期的餐廳有兩套裝束是可供人物扮演和機械骨架運作兩用。錄音亦提到其中一款的名字是彈簧邦尼（Spring Bonnie，後因紫衣人而變成Springtrap）；同時在隱藏小遊戲內容揭示另一款極大可能是於前兩作登場的黃金佛萊迪（Golden Freddy）。錄音也提到轉變用法主要是倚賴調較內裡的彈簧鎖扣。而隨著錄音時間演進，可以理解餐廳人員均發現很容易誤觸彈簧鎖扣而被夾傷，甚至夾死；公司一度為此製成一個入口隱閉、沒有閉路電視和沒有機械骨架資料庫登錄的安全房間，指示員工在發生意外時進去以避免群眾恐慌。不過最後他們仍然決定棄置兩用人偶，改為引入全機械操作的人偶。其後彈簧邦尼的裝束被指移離至安全房間，而該房間亦就著某些原因而被永久封閉。
此段落除了是本作自身一些新故事的伏筆線索外，同時暗示比第2作更早發生的一些故事；亦為第1作新聞中記述的「兒童失蹤」事件過程，作出合理性方面的補充。
與「兒童失蹤」事件的聯繫
就著前兩作多方面暗示已成著魔人偶的失蹤兒童，本作在過場關卡中透示他們身為第1作機械人偶時，如何被紫色的弗雷迪引導到上述的安全房間，並被躲藏某處的「紫衣人」（Purple Guy）肢解整副裝束和支架。按照地點殘舊程度和一眾角色的狀態，可以理解時點為第1作以後。而就在本作結尾，紫衣人為了躲避五個離開機械人偶身體的失蹤兒童幽靈，穿上了一件被认为是彈簧邦尼的金屬裝束，期間可能誤觸了內裡的彈簧鎖扣而被夾死，成為新的著魔人偶。這估計就是本作登場的彈簧陷阱和其名字的由來。
有關本作中紫色的人是否跟第2作小遊戲中登場的人物完全相同，抑或是僅僅代表擁有相似職務的警衛角色，目前依舊存在變數。不過較多人傾向相信前者，認為這樣可以更有效串連於第2作時興起有關「凶手是前任餐廳警衛」的假說。在此以上亦有進取的評論指出，該名警衛凶手可能過去曾經受聘於扮演或保養兩用人偶，而犯案動機是因為失去工作而想毀掉餐廳聲譽，並在得知一眾幽靈殘喘不息時意圖免除後患。
幻覺及隱藏小遊戲
本作的幻覺是遊戲的一個重要部分，相比過去更容易影響遊戲主體的進程。幻覺包括有，杯子蛋糕畫作(代替了邦尼畫作)，黃金杯子蛋糕畫作，彈簧畫作，影子邦尼玩具(並列在玩具之中，可啟動其中一個小遊戲)等等。
目前已證實一些幻覺是用於啟動六個隱藏的小遊戲，分別是「氣球男孩的空中冒險」、「蔓果的任務」、「第一舞台」、「玩具奇卡的派對」、「紫色邦尼的小遊戲」和「最快樂的一天」。啟動方法提示均在每個晚上之間的過場關卡當中，形式包括點按物品、壁畫和打入字串等(開啟方法可在每晚小遊戲找到)。小遊戲內容雖然沒有跟原有故事完全接軌，但仍會暗示更多主線劇情的內幕和補充角色的背景特點，每部分的成績都會左右本作結尾如何傳釋五位失蹤兒童幽靈的命運。
報紙的秘密
是次結局報紙以模糊句子彰顯作者在製作系列時的心得。而中間圖片放亮會看見彈簧陷阱(在小熊玩具後面)並沒有被大火燒毀，説明悲劇的故事可能會延續下去。

## 登場角色
佚名
飾演遊樂設施的夜間警衛， 全程因遊戲第一身角度而沒有顯示樣子,名字也未知。
打電話來的同伴（Phone Dude）
聲稱是遊樂設施運作團隊的成員之一，為玩家介紹覓得的物品，似乎很享受尋找老文物。
打電話來的男人（過去的錄音）（Phone Guy）
在團隊找到的錄音中出現。當時其正在向餐廳員工介紹機械人偶的金屬裝束和骨架配置事項，是貫穿系列故事的關鍵之一。
彈簧陷阱（Springtrap）
本作唯一真實存在的人偶，處於被運作團隊解封的房間裡，然而起始點未知。外表損壞嚴重，且雙眼能在黑暗中發光，其動作不像機械人般生硬，會被聲頻吸引。
最終證實現時內裡裝載紫衣人的屍體，因而被附身。
在頭裡面可隱隱約約看到已死的紫衣人的下巴，估計屍體尚未腐爛。
紫衣人（Purple Guy）
在小遊戲中登場；玩家只要每過一關就會有一個過場遊戲給大家玩，遊戲的內容是操控一代的四個玩偶在餐廳內到處移動，或是按照指示跟隨紫色玩偶走，但不管怎麼移動最後都會被一位紫色人殺掉然後跳到下一關，據推測這是玩偶們的電子記憶，時間點則為一代故事後，為了躲避五個離開機械人偶身體的失蹤兒童幽靈，穿上了一件被認為是彈簧邦尼的金屬裝束，期間可能誤觸了內裡的彈簧鎖扣而被夾死，成為新的著魔人偶。這估計就是本作登場的彈簧陷阱和其名字的由來。在《姊妹地點篇》推出後可證實他是遊戲的角色威廉·阿夫頓（William Afton）。
幽靈佛萊迪（Phantom Freddy）
外形爲第2作中的費斯熊佛萊迪。消失的左耳及歪斜的帽子，令人想到黃金佛萊迪的外貌。身體各處暴露電線且燒焦薰黑，偏向金綠色。出現在辦公室外的走道,不去觀看閉路電視或維修面板將遭到攻擊，導致通風設備損壞。
幽靈雞卡（Phantom Chica）
外形爲第1作中的小雞積卡。胸前的圍巾已經焦黑、破爛，全身有被燒焦薰黑的痕跡。若在cam07的遊戲機螢幕上看見她的影像，將會在玩家望向左方時攻擊，導致通風口設備損壞。
幽靈霍斯（Phantom Foxy）
外形爲第2作中的狐狸海盜霍斯，右手消失且身體多處毀損，有被燒焦薰黑的痕跡。出現在辦公室玩具部件框位置,攻擊會造成通風系統損壞。
幽靈氣球男孩（Phantom Balloon Boy，簡稱Phantom BB）
形同第2作的氣球男孩，左右手的牌子和氣球已經消失。有被燒焦薰黑的痕跡，外表塗層亦大幅剝落。多次播放聲音，會出現在閉路電視螢幕（不包含通風口畫面）上,不及時切換將遭到攻擊導致通風口設備損壞。攻擊時口會伸長和表情變得不高興。此時若又遇見幽靈霍斯，幽靈霍斯並不會馬上攻擊。這是遊戲本身的問題。
幽靈傀儡（Phantom Puppet）
形同第2作的傀儡。大部分身體被燒焦薰黑，只剩眼睛和頭額部分稍為清晰。偶爾出現在cam08的走廊，若無即時切換畫面，將出現在玩家眼前將近17秒，以阻止玩家觀看前方，期間並不會免疫其他人偶的攻擊，例如，幽靈弗萊迪、幽靈霍斯及彈簧陷阱。
幽靈蔓果（Phantom Mangle）
形同第2作的狐狸蔓果。外表和輪廓黝黑，只有眼睛呈現光點。隨機出現在cam04，吊掛在天花板上。若無即使切換畫面，將製造噪音，使音樂設備損壞，並在玻璃後方盯著玩家。
紙偶兄弟（Paperpals）
造型為形同第2作的弗雷迪與邦尼的紙玩偶，會隨機出現在警衛室的玩具箱附近和辦公桌牆上。
暗影佛萊迪 （Shadow Freddy）
二作的黃金佛萊迪一樣,不過偏黃色,現於小遊戲中（ 紫色）。有很低的機率會出現在警衛室門邊。
黃金佛萊迪（Golden Freddy）
為二作的黃金佛萊迪,隨機閃現在閉路電視螢幕。
幽靈杯子蛋糕(Phantom Cupcake)
在每晚小遊戲和玩具雞卡的小遊戲重複出現。
杯子蛋糕(Cupcake)(普通版本)
完成玩具雞卡小遊戲後在辦公桌上出現，作為第1-2作的彩蛋。

## 迴響
根據評論匯總網站Metacritic的統計，《佛雷迪的五夜驚魂3》獲得了評價褒貶不一，其中Windows版本的得分為68分（滿分100分）。
《佛雷迪的五夜驚魂3》在PC Gamer雜誌中獲得了77分的評分。評論者奧姆理·佩蒂特（Omri Petitte）稱讚了重新設計的攝影機系統和彈簧陷阱的角色，但也提到其他動畫人物的驚嚇場景在第三天時顯得有些單調。
來自Destructoid的尼克·羅文（Nic Rowen）在一篇更為批評性的評論中給予遊戲6.5分（滿分10分）。他表示雖然認為這是「迄今為止技術上最優秀且機械上令人滿意的作品」，但他不喜歡彈簧陷阱和「費斯熊的恐怖」，因為它們缺乏原有角色和場景的魅力。

## 外部連結
- 遊戲開發者資訊網站 （页面存档备份，存于）
- Five Nights at Freddy's 3 （页面存档备份，存于） 在 Steam
- Five Nights at Freddy's 3 （页面存档备份，存于） 在 IndieDB
- Five Nights at Freddy's 3 （页面存档备份，存于） 在 Steam 綠燈服務